# おるたな
『おるたな』は、日本のロックバンド・スピッツのスペシャルアルバム。2012年2月1日にユニバーサルミュージックより発売された。レーベルはユニバーサルJ。

## 概要
- コンセプトは過去の二枚のスペシャルアルバム『花鳥風月』『色色衣』と同様、アルバム初収録曲集である。2004年の「スターゲイザー」以降のシングルのカップリング曲、さらに2002年からの他アーティストのカバー曲も収録されている。
- 初回プレス盤のみ3面デジパック仕様[1]で、ディレクターの竹内修により収録楽曲エピソードが語られた『おるたな』制作ノートが封入されている。ジャケットおよび歌詞カード内のイラストは冬野さほが手掛けた[2]。

## 収録曲
1. リコリス
作詞・作曲：草野正宗 編曲：スピッツ & 亀田誠治
29thシングル『正夢』カップリング曲。
2. さすらい
作詞・作曲：奥田民生 編曲：スピッツ
2007年に奥田民生のトリビュート・アルバム『奥田民生・カバーズ』でカバーした楽曲。テレビ東京系「出川哲朗の充電させてもらえませんか?」テーマソング
3. ラクガキ王国
作詞・作曲：草野正宗 編曲：スピッツ & 亀田誠治
32ndシングル『ルキンフォー』カップリング曲。
4. 14番目の月（おるたな Mix）
作詞・作曲：荒井由実 編曲：スピッツ & クジヒロコ
2002年に松任谷由実のトリビュート・アルバム『Queen's Fellows:yuming 30th anniversary cover album』でカバーした楽曲。今作収録に当たり、エンジニアの高山徹によってリミックスされている。
5. 三日月ロック その3
作詞・作曲：草野正宗 編曲：スピッツ & 亀田誠治
28thシングル『スターゲイザー』カップリング曲。
6. タイム・トラベル
作詞：松本隆 作曲：原田真二 編曲：スピッツ & 亀田誠治
2011年に、フジテレビ系ドラマ『僕とスターの99日』の主題歌としてカバーした原田真二の楽曲。本作で初めて音源化された。のちに『CYCLE HIT 2006-2017 Spitz Complete Single Collection』にも収録される。
7. 夕焼け
作詞・作曲：草野正宗 編曲：スピッツ & 亀田誠治
33rdシングル『群青』カップリング曲。
8. まもるさん
作詞・作曲：草野正宗 編曲：スピッツ & 亀田誠治
34thシングル『若葉』カップリング曲。
9. 初恋に捧ぐ
作詞・作曲：西山達郎 編曲：スピッツ
初恋の嵐の楽曲。本作のためにカバーされた。
10. テクテク
作詞・作曲：草野正宗 編曲：スピッツ & 亀田誠治
30th両A面シングル『春の歌/テクテク』より収録。
11. シャララ
作詞・作曲：草野正宗 編曲：スピッツ & 亀田誠治 弦編曲：亀田誠治
31stシングル『魔法のコトバ』カップリング曲。
12. 12月の雨の日
作詞：松本隆 作曲：大瀧詠一 編曲：スピッツ
2002年にはっぴいえんどのトリビュート・アルバム『HAPPY END PARADE〜tribute to はっぴいえんど〜』でカバーした楽曲。
13. さよなら 大好きな人
作詞・作曲：こじまいづみ 編曲：スピッツ
花*花の楽曲。本作のためにカバーされた。
14. オケラ
作詞・作曲：草野正宗 編曲：スピッツ
35thシングル『君は太陽』カップリング曲。

## 演奏
- 草野マサムネ
  - Vocals
  - Guitars (#1.2.3.5-11.13.14)
  - Acoustic Guitars (#4.12)
- 三輪テツヤ：Guitars
- 田村明浩：Bass Guitar
- 崎山龍男
  - Drums
  - Background Vocal (#2)
  - Percussion (#7)
  - Tambourine (#9.12)
  - Glockenspiel (#9)
  - Djembe (#10)
- クジヒロコ
  - Hammond B-3 (#1)
  - Acoustic Piano & Background Vocal (#4)
- 藤田乙比古：French Horn (#1)
- Leyona：Background Vocal (#2)
- 皆川真人
  - Keyboards (#3)
  - Wurlitzer (#7)
  - Synthesizer (#8)
- 斎藤有太：Acoustic Piano (#6)
- 亀田誠治：Programming (#10)
- 水野弘文：Accordion (#10)
- 山本拓夫：Flute (#11)
- 西村浩二：Flugelhorn (#11)